# Copa ULEB 2003-04
La temporada 2003-04 de la Copa ULEB (la segunda competición de clubes de baloncesto de Europa) fue la 2.ª edición de la Copa ULEB. Se disputó del 11 de noviembre de 2003 al 13 de abril de 2004 y la organizó la Unión de Ligas Europeas de Baloncesto (ULEB).

## Formato de la competición
Para esta temporada la competición contiene 36 equipos en la fase de grupos. Hay 6 grupos, cada uno con 6 equipos. Los 36 equipos se clasificaron directamente a la Copa ULEB. Los dos o tres mejores equipos de cada grupo de la fase de grupos avanzan a los octavos de final. En esta fase se juega en un formato de ida y de vuelta, determinada por un marcador global. El equipo mejor clasificado del fase de grupos juega el segundo partido de la serie en casa. Los 8 ganadores de los octavos de final avanzarán a los cuartos de final. En esta fase se juega en un formato de ida y de vuelta, determinada por un marcador global. El equipo mejor clasificado de la fase de grupos juega el segundo partido de la serie en casa. 
Los 4 ganadores de los cuartos de final avanzarán a las semifinales. En esta fase se juega en un formato de ida y de vuelta, determinada por un marcador global. El equipo mejor clasificado de la fase de grupos juega el segundo partido de la serie en casa. Los dos últimos equipos restantes avanzan a la Final. En esta fase se juega a partido único en el Spiroudome de Charleroi.

## Equipos
| Campeón | Subcampeón | Semifinales | Cuartos de final | Octavos de final | Fase de grupos |

| País                | Equipos | Equipos                     | Equipos           | Equipos                 |
| ------------------- | ------- | --------------------------- | ----------------- | ----------------------- |
| España              | 6       | Adecco Estudiantes          | Auna Gran Canaria | Caprabo Lleida          |
| España              | 6       | DKV Joventut                | Etosa Alicante    | Real Madrid             |
| Alemania            | 4       | BS Energy Braunschweig      | Opel Skyliners    |                         |
| Alemania            | 4       | RheinEnergie Cologne        | Telekom Bonn      |                         |
| Serbia y Montenegro | 4       | BC Reflex                   | CB Red Star       |                         |
| Serbia y Montenegro | 4       | KK Atlas Belgrade           | KK Buducnost      |                         |
| Croacia             | 3       | KK Zadar                    | KK Zagreb         | Split Croatia Insurance |
| Francia             | 3       | BCM Gravelines              | Cholet Basket     | Le Mans                 |
| Italia              | 3       | Breil Milano                | Metis Varese      | WWF Virtus Bologna      |
| Bélgica             | 2       | Royal BC Verviers Pepinster | Spirou Charleroi  |                         |
| Grecia              | 2       | Ionikos NF Egnatia Bank     | Makedonikos BC    |                         |
| Países Bajos        | 2       | Demon Astronauts            | EiffelTowers      |                         |
| Austria             | 1       | Superfund Kapfenberg        |                   |                         |
| Bulgaria            | 1       | Lukoil Academic             |                   |                         |
| Israel              | 1       | Hapoel Migdal Jerusalem     |                   |                         |
| Letonia             | 1       | BK Ventspils                |                   |                         |
| Lituania            | 1       | Lietuvos Rytas              |                   |                         |
| Polonia             | 1       | Prokom Trefl Sopot          |                   |                         |
| Reino Unido         | 1       | Brighton Bears              |                   |                         |

## Fase de grupos
| Clasificados para la Fase Final | Eliminados |

|    | Equipo           | PJ | PG | PP | PF  | PC  | +/-  |
| -- | ---------------- | -- | -- | -- | --- | --- | ---- |
| 1. | Breil Milano     | 10 | 8  | 2  | 787 | 684 | +103 |
| 2. | Real Madrid      | 10 | 7  | 3  | 804 | 728 | +76  |
| 3. | Lukoil Academic  | 10 | 7  | 3  | 855 | 828 | +27  |
| 4. | Opel Skyliners   | 10 | 6  | 4  | 786 | 715 | +71  |
| 5. | KK Zagreb        | 10 | 2  | 8  | 776 | 882 | -106 |
| 6. | Demon Astronauts | 10 | 0  | 10 | 656 | 827 | -171 |

|    | Equipo               | PJ | PG | PP | PF  | PC  | +/-  |
| -- | -------------------- | -- | -- | -- | --- | --- | ---- |
| 1. | Caprabo Lleida       | 10 | 8  | 2  | 796 | 729 | +67  |
| 2. | Auna Gran Canaria    | 10 | 7  | 3  | 770 | 670 | +100 |
| 3. | RheinEnergie Cologne | 10 | 6  | 4  | 740 | 785 | -45  |
| 4. | KK Zadar             | 10 | 5  | 5  | 773 | 734 | +39  |
| 5. | KK Atlas Belgrade    | 10 | 3  | 7  | 748 | 774 | -26  |
| 6. | Superfund Kapfenberg | 10 | 1  | 9  | 710 | 845 | -135 |

|    | Equipo           | PJ | PG | PP | PF  | PC  | +/- |
| -- | ---------------- | -- | -- | -- | --- | --- | --- |
| 1. | Metis Varese     | 10 | 7  | 3  | 844 | 770 | +74 |
| 2. | BK Ventspils     | 10 | 7  | 3  | 811 | 772 | +39 |
| 3. | Spirou Charleroi | 10 | 6  | 4  | 756 | 759 | -3  |
| 4. | CB Red Star      | 10 | 5  | 5  | 819 | 815 | +4  |
| 5. | Etosa Alicante   | 10 | 3  | 7  | 769 | 820 | -51 |
| 6. | BCM Gravelines   | 10 | 2  | 8  | 705 | 768 | -63 |

|    | Equipo                  | PJ | PG | PP | PF  | PC  | +/- |
| -- | ----------------------- | -- | -- | -- | --- | --- | --- |
| 1. | BC Reflex               | 10 | 9  | 1  | 806 | 714 | +92 |
| 2. | Hapoel Migdal Jerusalem | 10 | 6  | 4  | 833 | 800 | +33 |
| 3. | DKV Joventut            | 10 | 6  | 4  | 801 | 781 | +20 |
| 4. | Royal BC Verviers       | 10 | 3  | 7  | 755 | 779 | -24 |
| 5. | WWF Virtus Bologna      | 10 | 3  | 7  | 769 | 816 | -53 |
| 6. | Telekom Bonn            | 10 | 3  | 7  | 747 | 815 | -68 |

|    | Equipo                 | PJ | PG | PP | PF  | PC  | +/-  |
| -- | ---------------------- | -- | -- | -- | --- | --- | ---- |
| 1. | Adecco Estudiantes     | 10 | 9  | 1  | 833 | 728 | +105 |
| 2. | Makedonikos BC         | 10 | 6  | 4  | 778 | 786 | -8   |
| 3. | Le Mans                | 10 | 5  | 5  | 791 | 773 | +18  |
| 4. | KK Buducnost           | 10 | 5  | 5  | 820 | 835 | -15  |
| 5. | EiffelTowers           | 10 | 3  | 7  | 818 | 832 | -14  |
| 6. | BS Energy Braunschweig | 10 | 2  | 8  | 769 | 855 | -86  |

|    | Equipo                  | PJ | PG | PP | PF  | PC  | +/-  |
| -- | ----------------------- | -- | -- | -- | --- | --- | ---- |
| 1. | Lietuvos Rytas          | 10 | 8  | 2  | 786 | 660 | +126 |
| 2. | Prokom Trefl Sopot      | 10 | 7  | 3  | 790 | 696 | +94  |
| 3. | Brighton Bears          | 10 | 4  | 6  | 791 | 807 | -16  |
| 4. | Split Croatia Insurance | 10 | 4  | 6  | 792 | 868 | -76  |
| 5. | Cholet Basket           | 10 | 4  | 6  | 762 | 817 | -55  |
| 6. | Ionikos NF Egnatia Bank | 10 | 3  | 7  | 794 | 867 | -73  |

## Fase Final
|  | Octavos de final   | Octavos de final | Octavos de final | Octavos de final |     |                | Cuartos de final | Cuartos de final | Cuartos de final | Cuartos de final |  |               | Semifinales | Semifinales | Semifinales | Semifinales |               |               | Final         | Final | Final | Final |
|  |                    |                  |                  |                  |     |                |                  |                  |                  |                  |  |               |             |             |             |             |               |               |               |       |       |       |
|  | Lietuvos Rytas     | 80               | 105              | 185              |     |                |                  |                  |                  |                  |  |               |             |             |             |             |               |               |               |       |       |       |
|  | Lukoil Academic    | 77               | 78               | 155              |     |                |                  |                  |                  |                  |  |               |             |             |             |             |               |               |               |       |       |       |
|  | Lukoil Academic    | 77               | 78               | 155              |     | Lietuvos Rytas | 72               | 81               | 153              |                  |  |               |             |             |             |             |               |               |               |       |       |       |
|  |                    |                  |                  |                  |     | Lietuvos Rytas | 72               | 81               | 153              |                  |  |               |             |             |             |             |               |               |               |       |       |       |
|  |                    | Hapoel Migdal    | 79               | 80               | 159 |                |                  |                  |                  |                  |  |               |             |             |             |             |               |               |               |       |       |       |
|  | Prokom Trefl Sopot | Hapoel Migdal    | 79               | 80               | 159 | 67             | 86               | 153              |                  |                  |  |               |             |             |             |             |               |               |               |       |       |       |
|  | Prokom Trefl Sopot |                  |                  |                  |     | 67             | 86               | 153              |                  |                  |  |               |             |             |             |             |               |               |               |       |       |       |
|  | Hapoel Migdal      | 77               | 82               | 159              |     |                |                  |                  |                  |                  |  |               |             |             |             |             |               |               |               |       |       |       |
|  | Hapoel Migdal      | 77               | 82               | 159              |     |                |                  |                  |                  |                  |  | Hapoel Migdal | 69          | 79          | 148         |             |               |               |               |       |       |       |
|  |                    |                  |                  |                  |     |                |                  |                  |                  |                  |  | Hapoel Migdal | 69          | 79          | 148         |             |               |               |               |       |       |       |
|  |                    | BC Reflex        | 70               | 76               | 146 |                |                  |                  |                  |                  |  |               |             |             |             |             |               |               |               |       |       |       |
|  | Breil Milano       | BC Reflex        | 70               | 76               | 146 | 62             | 81               | 143              |                  |                  |  |               |             |             |             |             |               |               |               |       |       |       |
|  | Breil Milano       |                  |                  |                  |     | 62             | 81               | 143              |                  |                  |  |               |             |             |             |             |               |               |               |       |       |       |
|  | DKV Joventut       | 78               | 69               | 147              |     |                |                  |                  |                  |                  |  |               |             |             |             |             |               |               |               |       |       |       |
|  | DKV Joventut       | 78               | 69               | 147              |     | DKV Joventut   | 73               | 83               | 156              |                  |  |               |             |             |             |             |               |               |               |       |       |       |
|  |                    |                  |                  |                  |     | DKV Joventut   | 73               | 83               | 156              |                  |  |               |             |             |             |             |               |               |               |       |       |       |
|  |                    | BC Reflex        | 81               | 79               | 160 |                |                  |                  |                  |                  |  |               |             |             |             |             |               |               |               |       |       |       |
|  | BC Reflex          | BC Reflex        | 81               | 79               | 160 | 79             | 95               | 174              |                  |                  |  |               |             |             |             |             |               |               |               |       |       |       |
|  | BC Reflex          |                  |                  |                  |     | 79             | 95               | 174              |                  |                  |  |               |             |             |             |             |               |               |               |       |       |       |
|  | BK Ventspils       | 68               | 89               | 157              |     |                |                  |                  |                  |                  |  |               |             |             |             |             |               |               |               |       |       |       |
|  | BK Ventspils       | 68               | 89               | 157              |     |                |                  |                  |                  |                  |  |               |             |             |             |             | Hapoel Migdal | Hapoel Migdal | Hapoel Migdal | 83    |       |       |
|  |                    |                  |                  |                  |     |                |                  |                  |                  |                  |  |               |             |             |             |             |               | Hapoel Migdal | Hapoel Migdal | 83    |       |       |
|  |                    | Real Madrid      | Real Madrid      | Real Madrid      | 72  |                |                  |                  |                  |                  |  |               |             |             |             |             |               |               |               |       |       |       |
|  | Metis Varese       | Real Madrid      | Real Madrid      | Real Madrid      | 72  | 70             | 81               | 151              |                  |                  |  |               |             |             |             |             |               |               |               |       |       |       |
|  | Metis Varese       |                  |                  |                  |     | 70             | 81               | 151              |                  |                  |  |               |             |             |             |             |               |               |               |       |       |       |
|  | RheinEnergie       | 81               | 62               | 143              |     |                |                  |                  |                  |                  |  |               |             |             |             |             |               |               |               |       |       |       |
|  | RheinEnergie       | 81               | 62               | 143              |     | Metis Varese   | 67               | 57               | 124              |                  |  |               |             |             |             |             |               |               |               |       |       |       |
|  |                    |                  |                  |                  |     | Metis Varese   | 67               | 57               | 124              |                  |  |               |             |             |             |             |               |               |               |       |       |       |
|  |                    | Real Madrid      | 68               | 62               | 130 |                |                  |                  |                  |                  |  |               |             |             |             |             |               |               |               |       |       |       |
|  | Real Madrid        | Real Madrid      | 68               | 62               | 130 | 87             | 61               | 148              |                  |                  |  |               |             |             |             |             |               |               |               |       |       |       |
|  | Real Madrid        |                  |                  |                  |     | 87             | 61               | 148              |                  |                  |  |               |             |             |             |             |               |               |               |       |       |       |
|  | Auna Gran Canaria  | 68               | 63               | 131              |     |                |                  |                  |                  |                  |  |               |             |             |             |             |               |               |               |       |       |       |
|  | Auna Gran Canaria  | 68               | 63               | 131              |     |                |                  |                  |                  |                  |  | Real Madrid   | 83          | 82          | 165         |             |               |               |               |       |       |       |
|  |                    |                  |                  |                  |     |                |                  |                  |                  |                  |  | Real Madrid   | 83          | 82          | 165         |             |               |               |               |       |       |       |
|  |                    | Estudiantes      | 75               | 73               | 148 |                |                  |                  |                  |                  |  |               |             |             |             |             |               |               |               |       |       |       |
|  | Estudiantes        | Estudiantes      | 75               | 73               | 148 | 74             | 84               | 158              |                  |                  |  |               |             |             |             |             |               |               |               |       |       |       |
|  | Estudiantes        |                  |                  |                  |     | 74             | 84               | 158              |                  |                  |  |               |             |             |             |             |               |               |               |       |       |       |
|  | Spirou Charleroi   | 56               | 91               | 147              |     |                |                  |                  |                  |                  |  |               |             |             |             |             |               |               |               |       |       |       |
|  | Spirou Charleroi   | 56               | 91               | 147              |     | Estudiantes    | 73               | 96               | 169              |                  |  |               |             |             |             |             |               |               |               |       |       |       |
|  |                    |                  |                  |                  |     | Estudiantes    | 73               | 96               | 169              |                  |  |               |             |             |             |             |               |               |               |       |       |       |
|  |                    | Caprabo Lleida   | 82               | 68               | 150 |                |                  |                  |                  |                  |  |               |             |             |             |             |               |               |               |       |       |       |
|  | Caprabo Lleida     | Caprabo Lleida   | 82               | 68               | 150 | 63             | 90               | 153              |                  |                  |  |               |             |             |             |             |               |               |               |       |       |       |
|  | Caprabo Lleida     |                  |                  |                  |     | 63             | 90               | 153              |                  |                  |  |               |             |             |             |             |               |               |               |       |       |       |
|  | Makedonikos BC     | 89               | 58               | 147              |     |                |                  |                  |                  |                  |  |               |             |             |             |             |               |               |               |       |       |       |

| Campeones de la Copa ULEB 2003-04     |
| ------------------------------------- |
| Hapoel Migdal Jerusalem Primer título |

## Galardones

### MVP de la Final
| Pos. | Jugador       | Equipo                  |
| ---- | ------------- | ----------------------- |
| A    | Kelly McCarty | Hapoel Migdal Jerusalem |

| Predecesor: Copa ULEB 2002-03 | Copa ULEB 2003-04 | Sucesor: Copa ULEB 2004-05 |